# Évangéline (Longfellow)
Pour l’article homonyme, voir Évangéline.
Évangéline (en anglais : Evangeline, A Tale of Acadie) est un poème épique de Henry W. Longfellow écrit en anglais et qui raconte la déportation des Acadiens. Publié à l'origine en 1847, le poème connaît un grand succès aux États-Unis, favorisant l'affirmation identitaire des communautés américaines, canadiennes-françaises et cadiennes, contribuant surtout à la création du mythe fondateur de l'identité acadienne des Provinces maritimes du Canada.

## Résumé
Deux amants acadiens, Évangéline Bellefontaine et Gabriel Lajeunesse, sont forcés de se séparer pendant le Grand dérangement acadien (Déportation des Acadiens de 1755). L'héroïne parcourt alors l'Amérique à la recherche de son amant, pour finalement s'établir à Philadelphie où elle travaille parmi les pauvres, en tant que sœur de la Miséricorde. Parmi les malades, elle retrouve Gabriel qui meurt dans ses bras.
Le voyage d'Évangéline, dans ce qui deviendra les États-Unis d'Amérique, a lieu principalement pendant la Révolution américaine (1775-1783), commençant au moment des guerres franco-britanniques (ce que les historiens américains nomment French and Indian War, 1754-1763) pour se terminer à Philadelphie immédiatement après la Révolution américaine.

## Style
Le poème original adopte un style d'hexamètre dactylique, à l'évidence inspiré par les classiques littéraires grecs et latins, caractéristique du genre épique ; Longfellow lisait Homère pendant l'écriture d’Évangéline.

## Influence

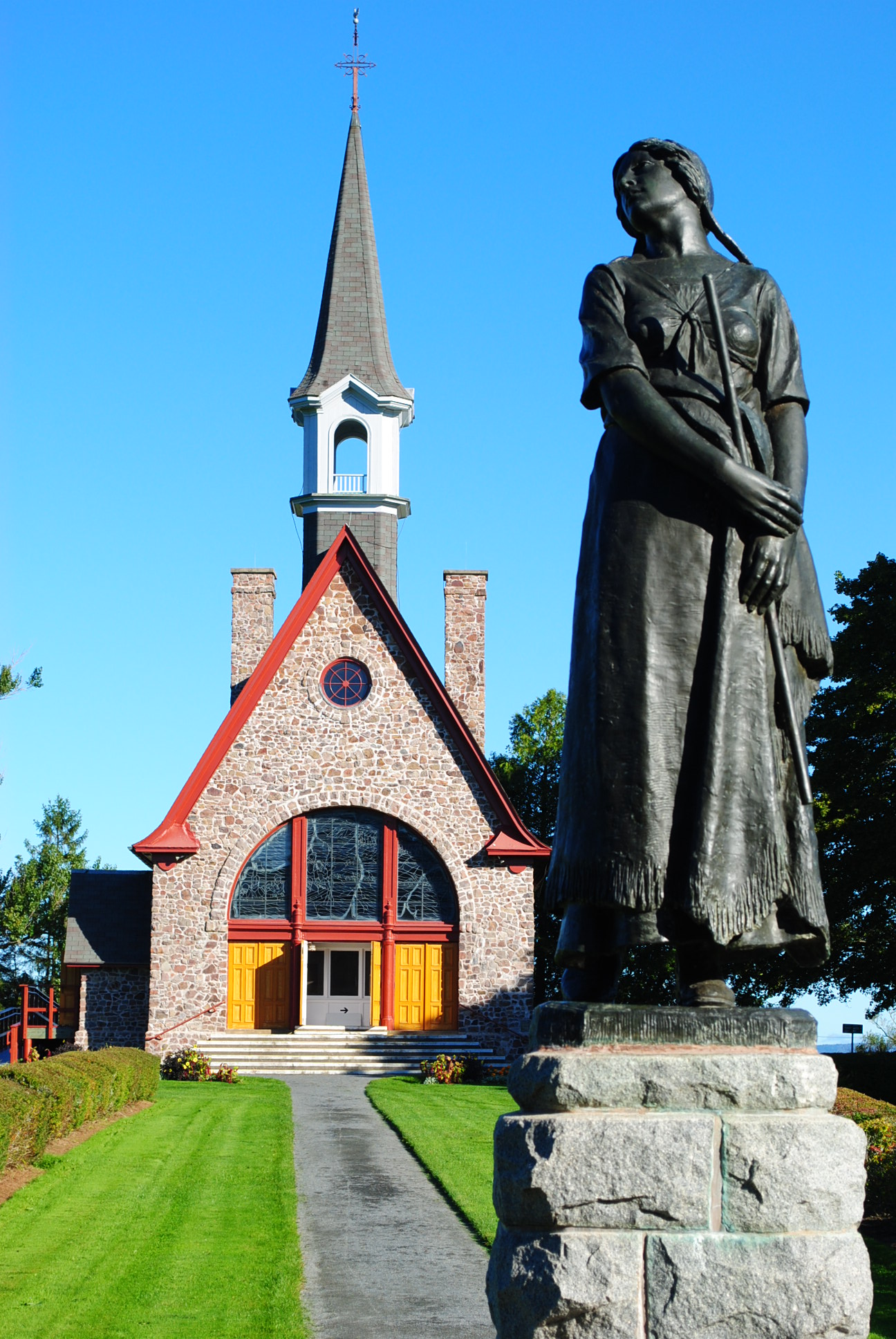
Une statue d'Évangéline trône au centre du Lieu historique national de Grand-Pré, en Nouvelle-Écosse.

### Affirmation de l'acadianité
Après un succès énorme aux États-Unis, le poème atteint l'imaginaire des Canadiens français par une traduction libre de Pamphile Le May, en 1865. Évangéline s'inscrit alors dans le mythe canadien-français comme la première œuvre littéraire à parler de la déportation des Acadiens. Rameau de Saint-Père, qui crée le premier travail historique en Acadie des Maritimes, s'est inspiré de la traduction de Le May pour structurer ses recherches. Ces textes viennent raviver la mémoire de la Déportation largement oubliée chez les communautés acadiennes, contribuant fortement à l'essor de la Renaissance acadienne.

#### Divergences dans la traduction de Pamphile Le May
La version qui imprégnera l'imaginaire canadien-français comporte plusieurs divergences notoires au regard de la version originale de Longfellow.
Issu de l'École littéraire de Québec, académique et nationaliste, Le May transforme clairement l'histoire en faveur  de l'identité canadienne-française. Contrairement à l'œuvre originale qui cherche à démontrer l'ampleur et la diversité du continent américain à la Destinée manifeste, Le May prône l'effet de la Providence qui tend à « propager en terre d'Amérique les valeurs spirituelles de la civilisation catholique et française ».  Changeant le format, il traduit un hexamètre en deux alexandrins et d'une « histoire d'amour en Acadie », il en fait une  « histoire d'amour de la terre acadienne ».

### Lieux et monuments
Évangéline a donné son nom à plusieurs lieux : notamment, une paroisse en Louisiane, une région acadienne de l'Île-du-Prince-Édouard et un village dans la péninsule acadienne au Nouveau-Brunswick.
L'Evangeline Trail est une route historique dans la vallée d'Annapolis, lieu de l'Ancienne Acadie. Ce circuit part de Grand-Pré pour se rendre à Yarmouth, traversant les communautés acadiennes de la baie Sainte-Marie.
Une statue d'Évangéline est installée dans le parc commémoratif du Lieu historique national de Grand-Pré, lieu de l'épisode de la déportation décrit dans le poème.
À Saint-Martinville en Louisiane, l'actrice mexicaine Dolores del Río a posé pour la création d'une statue d'Évangéline, qui fut donnée à la ville par l'équipe de tournage du film Evangeline (1929).
Une école secondaire à Montréal porte aussi le nom d'Évangéline. Elle est située dans le quartier de Cartierville.

### Musique
En 1971, Michel Conte s'en est inspiré pour écrire la chanson Évangéline. La chanson a été créée par Isabelle Pierre et a été reprise notamment par Marie-Jo Thério, Natasha St-Pier et Annie Blanchard, qui a remporté avec cette pièce la chanson populaire de l'année au gala de l'ADISQ en 2006.
Le mythe d'Évangeline a aussi inspiré la chanson Évangeline, Acadian Queen, d'Angèle Arsenault.  La chanson, au ton nettement humoristique, raconte l'histoire d'Évangéline et s'amuse de sa récupération commerciale.
En 2013, Sylvain Cooke, compositeur québécois, traite du sujet dans un opéra en trois actes basé sur le livret librement inspiré du poème d'Henry W. Longfellow par Thérèse Tousignant. L’opéra Évangéline débute en 1755 en Nouvelle-France, dans le village de Grand-Pré, lors de la déportation des Acadiens par l’Angleterre. Pour se démarquer des adaptations précédentes de cette célèbre histoire, Sylvain Cooke a imaginé un rendez-vous manqué et s'est attardé à des facettes moins connues du Grand dérangement. Un nouvel angle est ajouté à l'histoire par l'ajout d'un troisième protagoniste, Émile, un villageois amoureux d'Évangéline qui, de connivence avec les Anglais, compte faire échouer son mariage prévu avec Gabriel et apporte plus de dynamisme à la trame du récit.

### Cinéma
L'histoire d'Évangeline a aussi été portée à l'écran à quelques reprises. Ainsi le premier long-métrage réalisé au Canada est une adaptation du poème de Longfellow. Produit en 1913 par la Canadian Bioscop Company d'Halifax, le film est tourné à Grand-Pré et dans la vallée d'Annapolis. Il est aujourd'hui considéré comme perdu. En 2014, le cinéaste Bashar Shbib réalise le documentaire À la recherche d'Évangéline, portant sur sa production et son tournage.
En 1919, à Hollywood, Raoul Walsh réalise une nouvelle adaptation de l'histoire d'Évangéline. C'est l'épouse de Walsh, Miriam Cooper, qui incarne l'héroïne. Le film semble avoir connu un réel succès, mais est lui aussi considéré comme perdu.
Une troisième version est lancée en 1929.  Réalisé par Edwin Carewe avec Dolores del Río dans le rôle-titre, le film est tourné en Louisiane et accompagné d'une chanson thème écrite par Al Jolson et Billy Rose (voir section Lieux et monuments).